# Maximilian Munski
Maximilian Munski, né le 10 janvier 1988, est un rameur allemand.

## Palmarès

### Championnats du monde
- 2010, à Lac Karapiro ( Nouvelle-Zélande)
  -  Médaille de bronze en Deux barré
- 2013, à Chungju ( Corée du Sud)
  -  Médaille d'argent en Huit

### Championnats d'Europe
- 2013, à Séville ( Espagne)
  -  Médaille d'or en Huit
- 2015, à Poznań ( Pologne)
  -  Médaille d'or en Huit